# 季連成
季連成（1958年—），中華民國陸軍中將（退役）、政務官，生於臺灣，籍貫河北省大興縣（今北京市大興區），現任行政院政務委員、總統府全社會防衛韌性委員會執行秘書、陸軍教準部顧問，曾任2016年高雄美濃地震救災指揮官、陸軍副司令、副參謀總長、陸軍八軍團指揮官、參謀本部訓練參謀次長、陸軍十軍團副指揮官、陸軍司令部副參謀長、陸軍教準部副指揮官、陸軍193旅長、陸軍200旅長、陸軍總司令陳鎮湘上將辦公室主任等職，2018年屆齡退伍。曾指揮中華民國史上規模最大的軍事演習——2016年漢光演習，同年指揮陸軍八軍團對2016年高雄美濃地震展開救災行動，並獲得時任臺南市市長賴清德和時任高雄市市長陳菊讚賞，並曾代表中華民國國軍接受日本媒體採訪。前參謀總長陳寶餘上將和何安繼中將都是其同期同學。政務委員管轄督導業務為國防部（全動署）、內政部役政司、海委會海巡署、內政部消防署（國家災害防救）、內政部空勤總隊、內政部民政司和內政部移民署。

## 荣誉

### 中华民国勋章奖章
- 三等云麾勋章（2018年2月27日颁授[2]）
- 陆海空军甲种二等奖章（2018年颁授[6]）